# Produto Nacional II
Produto Nacional II é o oitavo álbum de estúdio do grupo de pagode Só Pra Contrariar, lançado no ano de 2004. As faixas com destaque em rádios foram "Ela É Jogo Duro", versão de "Crazy in Love", da cantora norte-americana Beyoncé, e "Do Jeito Q’ Eu Gosto". Vendeu mais de 50 mil cópias, sendo certificado com disco de ouro. 

## Faixas
| N.º            | Título                                                           | Compositor(es)                                                                                                   | Duração |  |
| 1.             | "Ela É Jogo Duro (Crazy in Love)"                                | Beyoncé Knowles / Rich Harrison / Jay-Z / Eugene Record (versão: Alexandre Pires / Fernando Pires / João Júnior) | 3:40    |  |
| 2.             | "O Carteiro Chegou"                                              | Luizinho SP / Laércio da Costa                                                                                   | 3:02    |  |
| 3.             | "Tentação"                                                       | Alexandre Pires / Lourenço                                                                                       | 3:31    |  |
| 4.             | "A Vida Me Deu Você"                                             | Alexandre Pires / Jota Moraes / Lourenço                                                                         | 3:54    |  |
| 5.             | "Do Jeito Q' Eu Gosto"                                           | André Renato / Veth Araújo                                                                                       | 3:46    |  |
| 6.             | "Oi (Estou Amando) / Quero Ver Você Chorar / Pare de Agir Assim" | Edson Café / Gabú / Luiz Carlos; Luiz Carlos; Luiz Carlos / Maia                                                 | 2:41    |  |
| 7.             | "De Bem Com A Vida / Cheia De Manias"                            | Gabú / Antônio Carlos de Carvalho; Luiz Carlos                                                                   | 1:51    |  |
| 8.             | "Nega Bandida"                                                   | Alexandre Pires / Fernando Pires / Marquinhos Mosqueira                                                          | 3:14    |  |
| 9.             | "Boca A Boca"                                                    | Nazildo / Juvenal Ungarelli                                                                                      | 3:14    |  |
| 10.            | "Menina Bonita"                                                  | Alexandre Brasil / Rodrigo Cabelo / Pedro Luís                                                                   | 3:25    |  |
| 11.            | "O Astronauta De Mármore (Starman)"                              | David Bowie (versão: Thedy Corrêa / Carlos Stein / Sady Homrich                                                  | 3:16    |  |
| 12.            | "Beleza Que É Você Mulher"                                       | Benito di Paula                                                                                                  | 2:57    |  |
| 13.            | "Chocolate Sensual"                                              | Alexandre Pires / Lourenço                                                                                       | 3:16    |  |
| 14.            | "Tudo Menos Amor"                                                | Monarco / Walter Rosa                                                                                            | 2:40    |  |
| Duração total: | Duração total:                                                   | Duração total:                                                                                                   | 44:35   |  |